# Desa Saobi
Desa Saobi är en administrativ by i Indonesien.   Den ligger i provinsen Jawa Timur, i den västra delen av landet, 1 000 km öster om huvudstaden Jakarta. Desa Saobi ligger på ön Pulau Saobi.